# Roger Zatkoff
Roger Zatkoff (Hamtramck, 25 de marzo de 1931 - 4 de noviembre de 2021) fue un jugador estadounidense de fútbol americano que ocupaba la posición de linebacker en la Liga Nacional de Fútbol —en inglés: National Football League—. Además, jugó fútbol americano universitario en la Universidad de Míchigan, siendo reclutado por los Green Bay Packers en la posición 55.ª de la quinta ronda del Draft de la NFL de 1953, con quien estuvo hasta la temporada 1956. Militó además en las filas de los Detroit Lions (1957-1958).
Fue seleccionado en el primer y segundo equipo NFL All-Pro entre 1954 y 1956; y fue uno de los líderes NFL Pro Bowlers durante el mismo período y líder Fumbles Recovered del NFL Leaders and Leaderboards en 1954.

## Estadísticas
|                                    |      |        |     |     |    |    |    | Intercepciones defensivas | Intercepciones defensivas | Intercepciones defensivas | Intercepciones defensivas | Intercepciones defensivas | Fumbles | Fumbles | Fumbles | Fumbles | Fumbles | Tackles | Tackles |      |          |
| Año                                | Edad | Equipo | Pos | No. | G  | GS | Sk | Int                       | Yds                       | TD                        | Lng                       | PD                        | FF      | Fmb     | FR      | Yds     | TD      | Tkl     | Ast     | Sfty | Promedio |
| ---------------------------------- | ---- | ------ | --- | --- | -- | -- | -- | ------------------------- | ------------------------- | ------------------------- | ------------------------- | ------------------------- | ------- | ------- | ------- | ------- | ------- | ------- | ------- | ---- | -------- |
| 1953                               | 22   | GNB    |     | 74  | 12 |    |    |                           |                           |                           |                           |                           | 0       | 0       | 1       | 0       | 0       |         |         |      | 1        |
| 1954*                              | 23   | GNB    | RLB | 74  | 12 |    |    | 1                         | 0                         | 0                         | 0                         | 0                         | 0       | 0       | 3       | 0       | 0       |         |         |      | 11       |
| 1955*+                             | 24   | GNB    |     | 74  | 12 |    |    | 3                         | 25                        | 0                         | 15                        | 0                         | 0       | 1       | 1       | 0       | 0       |         |         |      | 9        |
| 1956*                              | 25   | GNB    | RLB | 74  | 12 |    |    |                           |                           |                           |                           |                           | 0       | 0       | 1       | 0       | 0       |         |         |      | 7        |
| 1957                               | 26   | DET    | RLB | 57  | 12 |    |    |                           |                           |                           |                           |                           | 0       | 0       | 2       | 0       | 0       |         |         |      | 6        |
| 1958                               | 27   | DET    | RLB | 57  | 12 |    |    |                           |                           |                           |                           |                           |         |         |         |         |         |         |         |      | 7        |
| Carrera                            |      |        |     |     | 72 |    |    | 4                         | 25                        | 0                         | 15                        | 0                         | 0       | 1       | 8       | 0       | 0       |         |         |      | 41       |
| 4 años                             |      | GNB    |     |     | 48 | 0  |    | 4                         | 25                        | 0                         | 15                        | 0                         | 0       | 1       | 6       | 0       | 0       |         |         |      | 28       |
| 2 años                             |      | DET    |     |     | 24 | 0  |    |                           |                           |                           |                           |                           | 0       | 0       | 2       | 0       | 0       |         |         |      | 13       |
| Fuente: Pro-football-reference.com |      |        |     |     |    |    |    |                           |                           |                           |                           |                           |         |         |         |         |         |         |         |      |          |